# Németkucsova
Németkucsova (Кучава), település Ukrajnában, a Kárpátalján, a Munkácsi járásban.

## Fekvése
Munkácstól keletre, Felsőkerpec, Beregbükkös és Beregpapfalva közt fekvő település.

## Története
1910-ben 304 lakosából 6 magyar, 273 német, 25 ruszin volt. Ebből 262 római katolikus, 26 görögkatolikus, 16 izraelita volt.
A trianoni békeszerződés előtt Bereg vármegye Munkácsi járásához tartozott.